# Lucien Deprijck
Lucien Deprijck (* 5. Oktober 1960 in Köln) ist ein belgischer deutschsprachiger Schriftsteller und Übersetzer.

## Leben
Seine Kindheit und Jugend hat Lucien Deprijck vorwiegend in Deutschland verbracht. Dem Studium der Germanistik, Anglistik und Philosophie an der Universität zu Köln folgten Berufsjahre als Journalist und als Dozent und Pädagogischer Berater in der Erwachsenenbildung. Er ist Autor von Romanen und Erzählungen sowie Übersetzer englischer und amerikanischer Literatur. Unter anderem übertrug er Texte von Mark Twain, Stephen Crane, Robert Louis Stevenson und Fanny Stevenson ins Deutsche. Für seine literarische Arbeit wählte er anstatt seines bürgerlichen Namens Depryck dessen ursprüngliche flämische Schreibweise.
Lucien Deprijck ist verheiratet und hat zwei Kinder. Nach wechselnden Stationen im Rheinland und in Bad Aibling lebt er derzeit wieder in Köln.

## Literarisches Schaffen
Nach zahlreichen Veröffentlichungen in Zeitschriften und kleineren Verlagen erschien im Frühjahr 2012 „Die Inseln, auf denen ich strande“, Robinsonaden in achtzehn erzählerischen Variationen, die ins Tschechische und anteilig ins Walisische übersetzt wurden. In dieses Konzept rund um das Thema „Stranden“ passt auch der 2021 veröffentlichte Roman „Gefährtin des Mondes“.
Der im Frühjahr 2015 erschienene Roman „Ein letzter Tag Unendlichkeit“ dreht sich um den Aufenthalt Friedrich Gottlieb Klopstocks in Zürich im Sommer 1750 und die Lustfahrt des Dichters auf dem Zürichsee, die ihn zu der berühmten Ode Der Zürchersee inspirierte.
Der Roman „Das kommende Leben“ aus dem Jahr 2022 behandelt Schicksale in Deutschland lebender Migranten und beruht auf Deprijcks beruflichen Erfahrungen als Pädagogischer Berater.
Thematisch behandeln die Romane und Erzählungen häufig die Selbstbehauptung Einzelner bzw. Außenstehender gegen physische und soziale Widerstände.
Von 2004 bis 2016 engagierte sich Deprijck in der Kölner Autorenwerkstatt. 2017 war er Gastautor beim Internationalen Literaturfestival Berlin (ilb).
Seit 2019 besteht eine Kooperation mit der Gruppe C.A.P., die im Rahmen des Projektes „Lyriklieder“ auch lyrische Texte von Deprijck vertont.

## Veröffentlichungen

### Einzelveröffentlichungen
- Solitair (Roman), Schardt Verlag, Oldenburg, 1999, ISBN 3-933584-57-4.
- Besuch bei Stephen Crane (15 Erzählungen), BoD, Norderstedt, 2005, ISBN 3-8334-3927-0.
- Die Wälder der Verschollenen (Roman), Van Aaken Verlag, Köln, 2007, ISBN 978-3-938244-15-9.
- Die Inseln, auf denen ich strande (Erzählungen), Mare Verlag, 2012, ISBN 978-3-86648-171-8.
- Ein letzter Tag Unendlichkeit (Roman) Unionsverlag, Zürich 2015, ISBN 978-3-293-00483-2.
- Gefährtin des Mondes (Roman), ML Books 2021, ISBN 978-3-7543-2772-2.
- Das kommende Leben (Roman), ML Books 2022, ISBN 978-3-7568-0260-9.
- Gott in den Tagen der Schöpfung (Roman), ML Books 2024, ISBN 978-3-7597-8765-1.

### Artikel und Beiträge
- Fasziniert vom Dämonischen, Bösen, Obskuren – Zum 100. Todestag von Robert Louis Stevenson in Die Welt,  1994
- Jahrhundertsommer (Erzählung), in: styx 96, Band 1, Augsburg, 1997
- Hemingways Vorläufer. Das kurze, aufregende Schriftstellerleben des Stephen Crane, in: Frankfurter Allgemeine Zeitung, Beilage Bilder und Zeiten, 1999
- Futureworld (Erzählung), in der Anthologie Zukunftsangst – Zukunftshoffnung: Preisträger  (Prosa) im Literaturwettbewerb des FDB Düsseldorf, 2000
- Ruth (Gedicht), in: Fliegende Literatur Blätter, Wiesenburg Verlag, Schweinfurt, 2003
- Nachwort zum Robert Louis Stevenson-Band Meistererzählungen, Diogenes Verlag, Zürich,  2003
- Lyrik und Prosa in der Anthologie Wortissimo des Literaturkreises ERA, Ratingen, 2006
- Leitung in die Zukunft (Erzählung), in: Reinschrift Band 2, Kölner Anthologie, Herausgegeben und mit einem Vorwort von Lucien Deprijck, Van Aaken Verlag, Köln, 2007, ISBN 978-3-938244-07-4
- Lena und das Lesen (Erzählung), in: Luna, Köln, 2008
- Drei Erzählungen in der Anthologie Salto wortale des Literaturkreises ERA, Ratingen, 2008
- Gedichte in der Anthologie Liebeslänglich (Liebesgedichte) im Van Aaken Verlag, 2010
- Das Geheimnis von Eilean Mòr (Artikel) in der Zeitschrift MARE, Januar 2017

### Übersetzungen
- Stephen Crane: Eine Einbildung in Rot und Weiß, in „Der Rabe“ Nr. 65, Zweitausendeins, 2007.
- Mark Twains Kriegsgebet in: Mark Twain, Kannibalismus im Zug und andere Erzählungen, Zweitausendeins, 2010.
- Fanny und Robert Louis Stevenson: Südseejahre. Eine ungewöhnliche Ehe in Tagebüchern und Briefen. Mare Verlag, Hamburg, 2011, ISBN 978-3-86648-152-7.
- Stephen Crane: Das offene Boot und andere Erzählungen. Mare, Hamburg 2016, ISBN 978-3-86648-263-0.
- Robert Louis Stevenson: Der Pavillon in den Dünen. Mare, Hamburg 2018, ISBN 978-3-86648-295-1.
- Stephen Crane: Das Monster und andere Geschichten. Pendragon, Bielefeld 2022, ISBN 978-3-86532-807-6
- Thomas Curran: Nie gut genug. Rowohlt, Hamburg 2023, ISBN 978-3-499-00436-0
- Nathan Thrall: Ein Tag im Leben von Abed Salama. Pendragon, Bielefeld 2024, ISBN 978-3-86532-883-0